# Schlatt LU
| LU ist das Kürzel für den Kanton Luzern in der Schweiz. Es wird verwendet, um Verwechslungen mit anderen Einträgen des Namens Schlatt zu vermeiden. |

Schlatt [(d̥ər) ˈʒ̊lɑtˑ] ist der Name einer im unteren Schärlig in der Entlebucher Gemeinde Escholzmatt-Marbach gelegenen Flur. Auf dem rechts des Schärligbachs flach ansteigenden Talboden, der hier vom Guggchnubel überschattet wird und im Südosten an den Binnzberg stösst, stehen mehrere Bauernhöfe; auf der gegenüberliegenden, bewaldeten Seite liegt, etwas hinter dem Ausgange eines kleinen Nebentals, das Sunnsitli.

## Namen
Der Ort ist 1329 erstmals urkundlich belegt (a Johanne «usserm Slatte»). Der Name ist weit verbreitet mit der Bedeutung ‹Abhang, Bodensenkung›, auch ein Zusammenhang mit schweizerdeutsch Schlatt n. ‹Streuegras, grossblättrige Pflanze› als Zeichen für sumpfigen Grund ist möglich.
Seit 1531 bezeugt ist die Unterscheidung zwischen Ober Schlatt (Das Gůtt Im ober Schlat ... Item Buger Hanns Gitt von dem ober gůtt Im Schlatt ... Vacht an, obenn an dem Bůch tschachen unnd gadt allem Zun nach; bÿss an denn Oberen Schlat) und Nider Schlatt (An die weÿd Im nidern Schlatt ... an die Mattann Im Nidern Schlatt), seit dem 17. Jahrhundert Under Schlatt genannt (Mein ... Hooff unnd gut genant im underen Schlatt ... Stosst ... an Hooff im Grund); für das 18. Jahrhundert sind auch die Bezeichnung Mittler/-st Schlatt und Hinder Schlatt belegt (1765 Meiner Ehefrouwen heim wässen, dass Mitler schlat güötlÿ genampt; 1789 meinem heimet und güötli Im Mitlesten schlat genambt (stößt) an das hinder schlat guot).
Das Sunnsitli erscheint zuerst 1801 als sohn siten Weidli, ab 1825 als Schlatt Sonnsitten Weidli; es hat seinen Namen sicher von seiner sonnigen Lage am Südhang.